# Giro di Campania 1992
Il Giro di Campania 1992, sessantesima edizione della corsa, si svolse il 9 marzo 1992 su un percorso di 207 km. La vittoria fu appannaggio dell'italiano Davide Cassani, che completò il percorso in 6h08'54", precedendo i connazionali Franco Ballerini e Maurizio Fondriest.
Sul traguardo di Sorrento 67 ciclisti, su 117 partiti dalla medesima località, portarono a termine la competizione.

## Ordine d'arrivo (Top 10)
| Pos. | Corridore            | Squadra                  | Tempo    |
| ---- | -------------------- | ------------------------ | -------- |
| 1    | Davide Cassani       | Ariostea                 | 6h08'54" |
| 2    | Franco Ballerini     | GB-MG Boys Maglificio    | s.t.     |
| 3    | Maurizio Fondriest   | Panasonic-Sportlife      | s.t.     |
| 4    | Jean-Claude Leclercq | Helvetia-Fichtel & Sachs | s.t.     |
| 5    | Stefano Zanini       | Italbonifica-Navigare    | s.t.     |
| 6    | Jan Schur            | Motorola                 | s.t.     |
| 7    | Roberto Gusmeroli    | GB-MG Boys Maglificio    | s.t.     |
| 8    | Zbigniew Spruch      | Lampre-Colnago           | s.t.     |
| 9    | Vjačeslav Ekimov     | Panasonic-Sportlife      | s.t.     |
| 10   | Heinz Imboden        | Subaru-Montgomery        | s.t.     |